# Colloredo di Monte Albano
Colloredo di Monte Albano é uma comuna italiana da região do Friuli-Venezia Giulia, província de Udine, com cerca de 2.153 habitantes. Estende-se por uma área de 21 km², tendo uma densidade populacional de 103 hab/km². Faz fronteira com Buja, Cassacco, Fagagna, Majano, Moruzzo, Pagnacco, Rive d'Arcano, Treppo Grande, Tricesimo.

## Demografia
| Variação demográfica do município entre 1861 e 2011                               |
|                                                                                   |
| Fonte: Istituto Nazionale di Statistica (ISTAT) - Elaboração gráfica da Wikipedia |